# Nadrzecze (województwo lubelskie)
Nadrzecze – wieś w Polsce położona w województwie lubelskim, w powiecie biłgorajskim, w gminie Biłgoraj. Leży nad rzeką Biała Łada. 
Przez wieś przebiega droga wojewódzka . 
W latach 1975–1998 miejscowość administracyjnie należała do województwa zamojskiego. 
Wieś jest sołectwem w gminie Biłgoraj. Według Narodowego Spisu Powszechnego z roku 2011 wieś liczyła 200 mieszkańców i była dwudziestą co do wielkości miejscowością gminy.
Wierni Kościoła rzymskokatolickiego należą do parafii Matki Bożej Bolesnej w Korytkowie Dużym.

## Historia
Wieś założona na początku XIX wieku przez Antoniego Wisłockiego, ówczesnego właściciela Frampola. Na starych mapach, a także wśród okolicznej ludności czasem miejscowość jest określana nazwą Sędłaki, z uwagi na to, że większość mieszkańców nosiła to nazwisko.
Od 1997 roku istnieje tu siedziba Fundacja Kresy 2000 Dom Służebny Polskiej Sztuce Słowa Muzyki i Obrazu w Nadrzeczu koło Biłgoraja, a od 2009 roku organizowane są tutaj Dni Nadrzecza.

## Szlaki turystyczne
Rowerowy Szlak Białej Łady